# Anne Marie Helger
Anne Marie Helger (née le 13 février 1946 à Charlottenlund) est une actrice danoise.

## Biographie
Anne Marie Helger est une actrice danoise qui, dès les années 1970, se diversifie dans différentes branches cinématographiques avec la télévision ou encore le doublage. En 1990, elle prête sa voix au personnage Skade pour le film Oliver et Olivia et va commencer à s'impliquer de plus en plus dans le doublage de film d'animation danois.
En 2007, elle retourne à la télévision où elle tient le rôle de Vibeke Lund dans la série à succès The Killing.

## Récompenses et distinctions
- 1994 : Robert de la meilleure actrice dans un second rôle pour De frigjorte
- (en) Anne Marie Helger : Awards, sur l'Internet Movie Database